# Halász Judit (műfordító)
Halász Judit (1911. – ?) irodalmár, műfordító.

## Élete
A budapesti Pázmány Péter Tudományegyetem folytatta tanulmányait és szerezte meg bölcsészdoktori fokozatát 1938-ban.

## Művei
- Az angol „thriller” irodalom, A Királyi Magyar Pázmány Péter Tudományegyetem Angol Philologiai Intézetének kiadmányai 20., Budapest, 1938, 68 oldal

## Műfordításai
- (Cicely Fraser-Simson) C. Fraser-Simson: Lépések az éjszakában (Footsteps in the Night), Félpengős regények 108., Palladis, Budapest, 1937, 176 oldal
- (Alan Alexander Milne) A. A. Milne: Éppen jókor...[1] (The Red House Mystery), Félpengős regények 113., Palladis, Budapest, 1937, 175 oldal
- (Vingie Eve Roe) Vingie E. Roe: Leány, aki senkitől sem fél (Black Belle Rides the Uplands), Félpengős regények 121., Palladis, Budapest, 1937, 175 oldal
- (Erle Stanley Gardner) Erle S. Gardner: Harmadik emelet, 321 (The D. A. Calls It Murder), Félpengős regények 128., Palladis, Budapest, 1937, 160 oldal
- Mignon G. Eberhart: Az elhagyott vadászlak, 1 pengős regények 117., Palladis, Budapest, 1938, 208 oldal
- S. C. Mason: Pereg a dob (Murder at Bador), Félpengős regények 159., Palladis, Budapest, 1938, 160 oldal
- (John Strange) Stephen J. Strange: Végzetes évforduló (The Strangler Fig), Nyári Útitárs 2., Palladis, Budapest, 1939, 249 oldal
- Linda Dégh (Szerk.): Folktales of Hungary (~Magyar népmesék), University of Chicago Press, Chicago, 1965, 381 oldal